# Свірок
Свіро́к — село в Україні, у Сосницькій селищній громаді Корюківського району Чернігівської області. До 2020 орган місцевого самоврядування — Хлоп'яницька сільська рада.

## Географія
Селом тече річка Свіра.

## Історія
Хутір  заснував у кінці XVIII століття поміщик Забіла.
За ревізією 1868 р. налічувалося 14 дворів. За переписом 1897 р. — 36 дворів, 186 жителів.
За списком 1892 року - Свірок х. (Вищий Свірок, Софійський пагорб), 31 двір, 172 мешканця.
У радянські часи був колгосп, школа. У 2020 році у селі 12 хат, 26 жителів.
Урочища — Коворот, Калієвська, Дворище, Лиса гора.
12 червня 2020 року, відповідно до розпорядження Кабінету Міністрів України № 730-р «Про визначення адміністративних центрів та затвердження територій територіальних громад Чернігівської області», увійшло до складу Сосницької селищної громади.
19 липня 2020 року, в результаті адміністративно-територіальної реформи та ліквідації Сосницького району, увійшло до складу Корюківського району Чернігівської області.

## Населення

### Мова
Розподіл населення за рідною мовою за даними перепису 2001 року:
| Мова       | Кількість | Відсоток |
| ---------- | --------- | -------- |
| українська | 54        | 91.53%   |
| російська  | 5         | 8.47%    |
| Усього     | 59        | 100%     |

Станом на 2024 рік у селі залишається лише 6 жилих хат і 8 мешканців. Село стало найменшим населеним пунктом на Сосниччині.